# Tetranchyroderma heterotubulatum
Tetranchyroderma heterotubulatum är en djurart som tillhör fylumet bukhårsdjur, och som beskrevs av Hummon, Todaro och Ezio Tongiorgi 1993. Tetranchyroderma heterotubulatum ingår i släktet Tetranchyroderma och familjen Thaumastodermatidae. Inga underarter finns listade i Catalogue of Life.